# Jepchumba
Jepchumba é uma artista especializada em mídias digitais, ativista e curadora queniana. Criadora da plataforma de divulgação de arte digital African Digital Art, foi reconhecida pela revista Forbes como uma das 20 mulheres jovens mais poderosas da África e nomeada pelo The Guardian como uma das 25 mulheres empreendedoras mais relevantes da África.

## Percurso
Desde cedo, morou em vários países, uma vez que o seu pai era diplomata. Além do Quénia, morou em países como África do Sul, Estados Unidos da América e Reino Unido. Esta movimentação acabou por servir de inspiração ao seu trabalho.
Formou-se inicialmente em Pensamento Social Crítico, tendo prosseguido os seus estudos com um mestrado em Mídia Digital pela Metropolitan University, em Londres.
Em 2008, criou a plataforma de divulgação de arte digital African Digital Art, que exibe práticas digitais criativas do continente africano, incluindo projetos de artes gráficas, animação, websites, filmes e design.
Em 2015 Jepchumba foi curadora da exposição Design Indaba, um dos maiores eventos de design do mundo.
Em 2019 apresentou o seu trabalho durante a N’GOLÁ Bienal das Artes e Cultura de São Tomé e Príncipe.

## Reconhecimentos e prémios
- 2012 - Uma das "20 Mulheres Jovens Mais Poderosas de África", pela revista Forbes[10]
- 2013 - Uma das "25 mulheres mais empreendedoras da África", pelo The Guardian[9][11][2]
- 2015 - Listada como um dos "10 nomes pioneiros da tecnologia em África", pelo diário The Guardian[12]